# Igor Rakočević
Igor Rakočević (Belgrado, 29 de marzo de 1978) es un exjugador de baloncesto serbio que disputó 18 temporadas como profesional. Ha jugado en la liga yugoslava (YUBA), en la NBA y en varias ligas europeas.

## Trayectoria deportiva
Se formó en las categoría inferiores del Estrella Roja, y pasó al primer equipo con 18 años. En su primer año aportó 4,2 puntos. En el año 97 demostró por primera vez de lo que era capaz y con tan solo 19 años ya era un jugador esencial en el equipo (12,9 puntos). Ese año, Rako y su equipo ganaron la liga yugoslava. Pero todavía le quedaba mucho por demostrar. Ya con 20 años, Rako pasó a ser el máximo anotador de su equipo y de toda la liga (18,9 puntos). Y ahí pareció llegar a su tope. Tras un mal año en Estrella Roja (15,8 puntos), Rakočević fue traspasado al KK Budućnost Podgorica, donde promediaría 18 puntos en dos temporadas y ganaría la liga y copa yugoslava. Entonces, los Minnesota Timberwolves se fijaron en él y le escogieron en segunda ronda (nº51) del draft'02. Un mal año para Igor, ya que en Minnesota solo jugaría 6 minutos por partido, pudiendo aportar únicamente 2 puntos por partido. Y tras su normal salida de Minnesota volvería al Estrella Roja, donde una maravillosa temporada (Copa y liga) en la que promedió 24 puntos y 4 asistencias por partido le valdría para fichar por el Pamesa Valencia en la temporada 2004-05.
En una sola temporada en Valencia, Rako firmó unos promedios sobresalientes: 21 puntos y 3,3 asistencias. Pero la no consecución de los objetivos deportivos le llevó a provocar su salida del club y fichar por el Real Madrid en la temporada 2005-2006, donde promedió 14.7 puntos por partido, repartiendo las labores ofensivas con Louis Bullock.
Del 2006 al 2009 formó parte de la plantilla del TAU Cerámica Baskonia con el que logró ganar la Supercopa ACB en sus ediciones de 2006, 2007 y 2008, y disputó la final de la Copa del Rey de 2008, título con el que se hizo en su edición de 2009. Además llegó a dos Final Four de la Euroleague en 2007 y 2008 ganó la Liga ACB en la temporada 2007/2008 y fue subcampeón en la 2008/09
Fue elegido en el quinteto ideal de la Euroliga 2008-09, competición de la que fue máximo anotador en la fase regular, con lo que ganó el Trofeo Alphonso Ford por segunda vez. También fue elegido MVP del mes de enero. Fue elegido en el quinteto ideal y como mejor alero/escolta de la Liga ACB 2008-09.
Tras finalizar la campaña 2008/09 abandonó el TAU para enrolarse en las filas del Efes Pilsen turco. Y en 2013, se retiró en las filas del Estrella Roja de Belgrado.

## Selección nacional
Con la Selección de Yugoslavia (luego Serbia-Montenegro) se proclamó Campeón de Europa en el Eurobasket de Turquía 2001 y campeón del Mundo en el Mundobasket de Indianápolis 2002.

## Palmarés

### Clubes
- Liga de Yugoslavia: 3

Estrella Roja: 1998
Buducnost Podgorica: 2001, 2002
- Copa de Yugoslavia: 3

Buducnost Podgorica: 2001
- Copa de Serbia y Montenegro: 1

Estrella Roja: 2004
- Supercopa de España: 3

Saski Baskonia: 2006, 2007, 2008
- Liga ACB: 1

Saski Baskonia: 2008.
- Copa del Rey: 1

Saski Baskonia: 2009.
- Super Copa de Turquía: 2

Efes Pilsen: 2009, 2010
- Lega Basket Serie A: 1

Mens Sana Siena: 2012
- Copa de Italia

Mens Sana Siena: 2012

### Individual
- Elegido en el quinteto ideal de la Liga ACB 2008-09.[3]
- Trofeo Alphonso Ford (2007, 2009 y 2011)
- Concurso de triples ACB (1): (2007).
- MVP Europeo Sub-20 (1): 1998